# Royal Lodge

Royal Lodge est une maison classée Grade II dans Windsor Great Park dans le Berkshire, en Angleterre, à un demi-mile au nord de Cumberland Lodge et à 3,2 milles (5,1 km) au sud du château de Windsor. Faisant partie du domaine de la Couronne, c'était la résidence de Windsor de la reine Elizabeth la reine mère de 1952 jusqu'à sa mort en 2002, à l'âge de 101 ans. En 2004, elle est devenue la résidence de campagne officielle du prince Andrew, duc d'York et de sa famille. En 2023, certains médias indiquent qu'Andrew s'était vu offrir le plus petit Frogmore Cottage de cinq chambres à la place, jusque-là la résidence britannique du prince Harry, duc de Sussex et de sa famille, qui avait reçu un avis d'expulsion du palais de Buckingham.

## Histoire

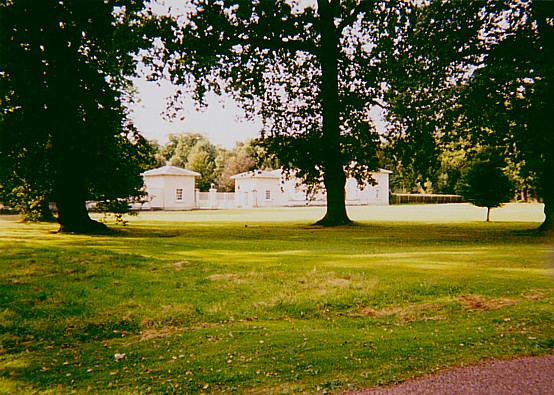
Les grilles d'entrée en 1999

Royal Lodge date du milieu du XVIIe siècle, il y avait une maison sur le site en 1662. En 1750, la petite maison en brique de style Queen Anne était utilisée conjointement avec la laiterie adjacente. À cette époque, il était connu sous le nom de Lower Lodge, pour le distinguer de Cumberland Lodge, alors connu sous le nom de Great Lodge, ou Dairy Lodge.
À partir du milieu du XVIIIe siècle, elle a abrité le topographe militaire et artiste Thomas Sandby (frère du plus connu Paul), en tant que garde adjoint du Great Park. La maison était alors connue sous le nom de Maison du Ranger adjoint.
Elle fut agrandie en 1792 et fut la demeure de Joseph Frost, bailli du parc, puis du surintendant général des fermes, après la mort de Sandby.
George, prince de Galles (futur roi George IV), prévoyait de reconstruire Cumberland Lodge après être devenu prince régent . Il a utilisé le Lower Lodge comme logement temporaire en 1812. Des modifications et des ajouts ont été entrepris par John Nash pour George.
Les chapelles des loges royales et de Cumberland se sont avérées trop petites pour les maisons royales au début du XIXe siècle, et la chapelle royale de tous les Saints a été construite en 1825 par Jeffry Wyatville, à moins de cent mètres du Royal Lodge.
C'était à cette époque un grand cottage élaboré dans le style contemporain du "cottage orné", avec des toits de chaume, des vérandas et une véranda . Il est devenu connu sous le nom de "Prince Regent's Cottage" après que le prince y a emménagé en 1815. La rénovation de Cumberland Lodge a été abandonnée.
Des ajouts ont été faits après 1820. En 1823, Jeffry Wyatville succéda à Nash en tant qu'architecte, et la maison devint connue sous le nom de Royal Lodge à la fin des années 1820.
Après 1830, Guillaume IV ordonna la démolition de toute la maison, à l'exception de la véranda. Elle redevient une habitation en 1840, et sert de logement à divers officiers de la Maison Royale jusqu'en 1843, puis de 1873 à 1931.
Les terrains s'étendent sur 98 acres (40 ha), ayant en partie son propre jardinier en chef, mais surtout sous la responsabilité des commissaires aux domaines de la Couronne . Alors que la maison s'est développée au coup par coup depuis les années 1840 et reste relativement petite et informelle, le terrain a un plan unificateur. C'était le résultat des travaux entrepris par le duc et la duchesse d'York dans les années 1930, avec l'aide de Eric Savill, un gestionnaire du domaine de Windsor.
En 1931, George V a accordé la loge royale au duc et à la duchesse d'York (plus tard George VI et la reine Elizabeth) comme retraite à la campagne. Des ailes ont été ajoutées sur chaque flanc dans les années 1930. Il y a deux lodges à l'entrée et des groupes de trois cottages de chaque côté des lodges. Le bâtiment principal compte une trentaine de pièces, dont 7 chambres, et un salon. Le conservatoire d'origine a survécu. Le terrain contient le cottage miniature Y Bwthyn Bach (en), un cadeau offert à la princesse Elizabeth en tant qu'enfant par le peuple du Pays de Galles en 1932.
Le roi George VI et la reine Elizabeth et leurs filles les princesses Elizabeth (plus tard la reine Elisabeth II) et Margaret ont été représentés au Royal Lodge dans le tableau Conversation Piece de Herbert James Gunn de 1950 au Royal Lodge, Windsor.
Après la mort de son mari George VI en 1952, la reine mère a continué à utiliser la maison comme l'une de ses retraites à la campagne jusqu'à sa mort. Elle y décède en mars 2002, avec sa fille, la reine Elisabeth II, à ses côtés.

## Bail au prince Andrew, duc d'York

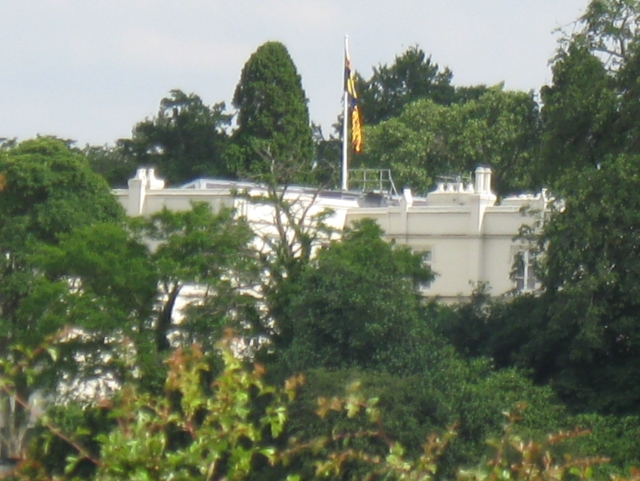
La bannière du duc d'York peut être vue sur un mât au sommet du Royal Lodge en 2008

En août 2003, le prince Andrew, duc d'York, a obtenu un contrat de bail du Crown Estate pour 75 ans. La propriété louée comprenait le Royal Lodge, un Gardener's Cottage, le Chapel Lodge, six Lodge Cottages et un logement de sécurité pour la police en plus de 40 hectares de terrain.
Le contrat de location obligeait le prince Andrew à effectuer, à ses frais, des rénovations sous-estimées à 7 500 000 £ aux prix de septembre 2002, hors TVA.
Après les rénovations, le prince Andrew et ses deux filles ont emménagé dans la maison en 2004, après avoir quitté Sunninghill Park. En 2008, son ex-épouse Sarah, duchesse d'York, a emménagé au Royal Lodge, partageant à nouveau une maison avec le duc d'York. Il a été rapporté que la valeur marchande libre de la propriété aurait été d'au moins  30 000 000 £ en janvier 2022.
Après que le duc d'York a quitté ses fonctions publiques en novembre 2019, le mât sur le toit du Royal Lodge a été retiré. Le mât était auparavant utilisé pour arborer l'étendard royal personnel du duc d'York lorsqu'il était en résidence.
En 2023, des rapports suggéraient que le roi Charles III devait réduire la subvention annuelle d'Andrew, le laissant potentiellement incapable de payer les frais de fonctionnement du Lodge, et s'était vu offrir le plus petit Frogmore Cottage de cinq chambres à la place, jusque-là la résidence britannique de Harry de Sussex et sa famille, qui avaient reçu un avis d'expulsion du palais de Buckingham.